# Maldiviska folkets parti
Maldiviska folkets parti  (Dhivehi Rayyithunge, DRP) är det största partiet i Maldivernas parlament. 
Partiet var före 2005 det enda tillåtna i landet och leddes av den dåvarande presidenten Maumoon Abdul Gayoom.
Nuvarande partiledare är Ahmed Thasmeen Ali.